# Cataglyphis bicoloripes
Cataglyphis bicoloripes é uma espécie de inseto do gênero Cataglyphis, pertencente à família Formicidae.